# Giochi funebri
I giochi funebri erano delle feste che si tenevano in età antiche, per celebrare la morte di un personaggio illustre o di un eroe di guerra.

## Nella mitologia greca
Tali giochi, oltre ad essere legati alla religione dell'epoca, erano presi in considerazione anche dai mitografi nella mitologia greca come una sorta di festa in ricordo dei più amati o famosi personaggi. Spesso duravano diversi giorni, ad esempio nove nel caso di Ettore, e vi erano dei premi che andavano a chi vinceva una determinata gara, come nel caso dei giochi in onore di Patroclo vi fu un lebète. Come consuetudine se vi erano guerre in corso esse venivano sospese in segno di rispetto per i morti.

### Pareri secondari
Secondo alcuni mitografi i giochi di Nemea vennero istituiti grazie ad uno dei tanti giochi funebri dell'epoca, tenuti per un bambino chiamato Ofialte.

### Giochi celebri
Molti furono i giochi funebri raccontati anche in raffigurazioni quali dipinti e sculture, fra i più celebri:
- Giochi funebri per Patroclo, amico di Achille (Iliade, XXIII).[2]
- Giochi funebri per Pelia, ucciso grazie a Medea.
- Giochi funebri per commemorare il primo anniversario della morte di Anchise (Eneide, V). La scelta di onorare Anchise rivela il valore che ha, nella cultura e nella mentalità degli antichi Romani, la figura del padre: il genitore, infatti, si identifica con il gruppo familiare e con la sua continuità, con la fedeltà alla tradizione, al costume degli avi (mos maiorum) e alla res publica (lo Stato).[3]

Sui sarcofagi e sulle pitture parietali nelle tombe degli Etruschi sono raffigurati corse con carri, combattimenti di pugilato, incontri di lotta.